# Občina Litija
Občina Litija je jednou z 212 občin ve Slovinsku. Nachází se v Zasávském regionu na území historického Kraňska. Občinu tvoří 106 sídel, její rozloha je 221,4 km² a k 1. lednu 2017 zde žilo 15 215 obyvatel. Správním střediskem občiny je město Litija.

## Členění občiny
Občina se dělí na sídla: Berinjek, Bistrica, Bitiče, Boltija, Borovak pri Polšniku, Breg pri Litiji, Brezje pri Kumpolju, Brezovo, Brglez, Cirkuše, Čateška Gora, Čeplje, Dobje, Dobovica, Dole pri Litiji, Dolgo Brdo, Gabrovka, Gabrska Gora, Gobnik, Golišče, Gorenje Jelenje, Gornje Ravne, Hohovica, Hude Ravne, Javorje pri Gabrovki, Jelenska Reber, Jesenje, Jevnica, Ježevec, Kal pri Dolah, Kamni Vrh, Kandrše, Klanec pri Gabrovki, Klenik, Konj, Konjšica, Kresnice, Kresniške Poljane, Kresniški Vrh, Kržišče pri Čatežu, Kumpolje, Laze pri Gobniku, Laze pri Vačah, Leše, Litija, Ljubež v Lazih, Lukovec, Magolnik, Mala Goba, Mala Sela, Mamolj, Moravče pri Gabrovki, Moravška Gora, Nova Gora, Okrog, Pečice, Podbukovje pri Vačah, Podpeč pod Skalo, Podšentjur, Pogonik, Polšnik, Ponoviče, Potok pri Vačah, Prelesje, Prevale, Preveg, Preženjske Njive, Radgonica, Ravne, Renke, Ribče, Ržišče, Sava, Selce, Slavina, Slivna, Sopota, Spodnje Jelenje, Spodnji Hotič, Spodnji Log, Stranski Vrh, Strmec, Suhadole, Širmanski Hrib, Široka Set, Šumnik, Tenetiše, Tepe, Tihaboj, Tlaka, Tolsti Vrh, Vače, Velika Goba, Velika Preska, Veliki Vrh pri Litiji, Vernek, Vodice pri Gabrovki, Vovše, Zagorica, Zagozd, Zapodje, Zavrh, Zglavnica, Zgornja Jevnica, Zgornji Hotič, Zgornji Log.